# Слободка (Лебедянский район)
Слобо́дка — село Лебедянского района Липецкой области. Центр Слободского сельсовета.
Стоит в устье степной речки — притока Красивой Мечи. В Слободке на ней сделана запруда; по плотине проложена автодорога, которая соединяет 1-е Сергиевское с шоссе на Лебедянь.
Известна по документам с 1620 года. Поселена у Слободского леса, который и дал название селу.
Село впервые упоминается в писцовых и межевых книгах 1626-1630 гг. Елецкого уезда Бруслановского стана под именем Слободка Зарожья (Возгривая) «меж села Копыла и меж деревни Озерков» на колодезе под Романцевым лесом. Название Зарожья подразумевает местонахождение (за рогом). Рог, рожень, копыл, торчек — более или менее острая, закривленная, свободно торчащая часть чего-либо. Рог, рожок берега, мыс, коса, рука, изгиб или колено реки. На юге, где нет гор, а есть балки, рог означает долгий овраг, отрог балки, поросший лесом, кустарником, терном, боярышником. Название Возгривая также подразумевает свое местонахождение (на Гриве). Грива – хребет, гребень, гряда, ребро, релка — несколько возвышенная гряда местности, по низменности, по болоту. Поросшая лесом полоса, особняк, береженый лес [2].

## Население
| 2010 |
| ---- |
| 286  |